# Viktor bringt’s
Viktor bringt’s ist eine deutsche Comedy-Fernsehserie von Prime Video (Amazon) mit Moritz Bleibtreu als Service-Techniker Viktor Kudinski in der Hauptrolle. Schöpfer der Serie ist Marcus Pfeiffer, der auch die Drehbücher für alle Folgen schrieb. Regie führte bei allen Folgen Ed Herzog. Die Serie erschien am 30. Mai 2024 und war innerhalb von einem Tag auf Platz 1 der deutschen Amazon-Charts. Außerdem erhielt die Serie 2025 eine Grimme-Preis-Nominierung.

## Handlung
Der Service-Techniker Viktor Kudinski liefert und installiert technische Geräte in Berlin. Mit seinem entfremdeten Sohn Mika, einem Philosophie-Studenten, hat er eine neue Hilfskraft mit wenig fachlicher Expertise an seiner Seite. Mika glaubt, dass Viktor an Hodenkrebs leidet, was auf eine Notlüge Viktors zurückgeht, da Viktor seit Jahren in finanzieller Not ist und durch die Notlüge weniger Unterhalt für seinen Sohn zahlen muss. Die Arbeit der beiden wird humorvoll inszeniert, wobei die Geräte nur eine untergeordnete Rolle spielen. Stattdessen liegt der Schwerpunkt auf kammerspielartigen Szenen mit viel Situationskomik, einer wachsenden Vater-Sohn-Beziehung und dem Running-Gag, ob Kunden eine Sondergarantie abschließen.

## Charaktere
Viktor Kudinski: Ein charismatischer und erfahrener Service-Techniker in den späten Vierzigern. Viktor liebt es, seinen Kunden etwas zu erklären oder mit pragmatischen Lösungen zu helfen. Allerdings gerät er mit seiner Berliner Direktheit regelmäßig in Konflikt mit den Kunden, die alles besser wissen und am Ende nicht einmal eine Sondergarantie kaufen wollen. 
Mika Winters: Mikas Charakter steht im starken Kontrast zu seinem Vater. Der 24-jährige Philosophie-Student, der sich für Genderfragen und soziale Gerechtigkeit interessiert, ist feinfühlig, belesen und hat eine Vorliebe für Friedrich Nietzsche. In der Zusammenarbeit mit seinem Vater entdeckt er nicht nur unerwartete handwerkliche Fähigkeiten, sondern auch neue Perspektiven auf sein eigenes Leben.
Nebenfiguren: Jede Episode führt neue, oft exzentrische Kunden ein, die Viktor und Mika herausfordern. Von einem überforderten Ehepaar bis zu einem mit Aktien spekulierenden Pfarrer – die Serie nutzt die Begegnungen, um gesellschaftliche Themen wie "Wann ist ein Mann heute noch ein Mann" oder "hilft es im Leben gläubig zu sein" humorvoll und von verschiedenen Seiten zu reflektieren.

## Episodenliste

### Staffel 1
| Folge | Originaltitel            | Laufzeit |
| ----- | ------------------------ | -------- |
| 1     | Bohrer und Sauger        | 24 Min.  |
| 2     | Laut von Leise           | 22 Min.  |
| 3     | Just True Love           | 22 Min.  |
| 4     | Geld oder Liebe          | 22 Min.  |
| 5     | Smartes Smart Home       | 21 Min.  |
| 6     | So schön schon           | 22 Min.  |
| 7     | Gott und Geld            | 22 Min.  |
| 8     | Mit oder ohne Happy End? | 26 Min.  |

## Besetzung
Hauptdarsteller aller 8 Folgen sind Moritz Bleibtreu als Viktor Kudinski und Enzo Brumm als Michael „Mika“ Winters. Die Nebenfiguren in den einzelnen Episoden werden von bekannten Schauspieler und Schauspielerinnen gespielt, wie zum Beispiel Caroline Peters (Episode 1), Heino Ferch (Episode 2), Jasna Fritzi Bauer (Episode 3) oder David Kross (Episode 7). 

## Hintergrund
Die Serie wurde von dem Drehbuchautor Marcus Pfeiffer entwickelt, der sich dabei von eigenen Erfahrungen inspirieren ließ. Seine Eltern betrieben ein eigenes Elektronik-Geschäft, in dem er bereits in seiner Jugend im Verkauf oder bei Lieferungen mithalf, was die Grundlage für viele humorvolle und authentische Momente der Serie bildet. Pfeiffer taucht auch selbst in der Serie auf: Als Arte-Moderator referiert er in einem gelieferten Fernseher über das fiktive Buch "Die Tagebücher von Thomas Manns Zahnarzt" (Episode 1). 

## Stil und Rezeption
„Viktor bringt’s“ verbindet klassische Situationskomik mit zeitgenössischen Themen wie Klimawandel, Geschlechterrollen und digitaler Überforderung. Die Vater-Sohn-Dynamik ist nicht nur das emotionale Herzstück der Serie, sondern auch eine Bühne für Generationenkonflikte, die humorvoll und nahbar erzählt werden. Kritiker lobten insbesondere die tiefgründigen Untertöne der Serie und ihre Fähigkeit, ernste Themen mit Leichtigkeit ohne einem erhobenen Zeigefinger zu behandeln.

## Auszeichnungen
2025: Grimme-Preis-Nominierung in der Kategorie "Unterhaltung"